# Иньчуань Хэланьшань
«Иньчуань Хэланьшань» (кит. 银川贺兰山) — китайский футбольный клуб из НХАР, город Иньчуань, выступающий в третьей по значимости китайской лиге. Домашней ареной клуба является стадион Хэлань Маунтин вместимостью 39,872 человек.

## История
Футбольный клуб «Иньчуань Хэланьшань» был основан 17 июля 2013 года Спортивной федерацией Иньчуаня. Клуб несколько раз менял собственников, так в 2013-2015 годах спонсором была компания «Ningxia Qupper» (宁夏杞动力), в 2016 году клубом владела компания «Ningxia Mountain & Sea» (宁夏山屿海), в 2017-2018 годах 90% клуба было продано компании «Shenzhen Sea Elf Jewel Co.», однако с 2019 года клуб снова стал принадлежать Спортивной федерации Иньчуаня.

## Достижения
За всё время выступлений
По состоянию на конец сезона 2018
| Сезон    | 2014 | 2015 | 2016 | 2017 | 2018 | 2019 |
| -------- | ---- | ---- | ---- | ---- | ---- | ---- |
| Дивизион | 3    | 3    | 3    | 3    | 3    | 3    |
| Место    | 7    | 7 1  | 5    | 3    | 9    | 10   |

- ↑  На групповой стадии